# Ipcress, danger immédiat (roman)
IPCRESS, danger immédiat (titre original : The IPCRESS File) est un roman d'espionnage britannique de Len Deighton, paru en 1962.

## Résumé
Le protagoniste est anonyme. Au début du roman, le récit révèle qu'il a travaillé pour le renseignement militaire pendant trois ans avant d'entrer à son agence actuelle, le WOOC(P), comme simple employé civil. WOOC(P) est décrit l'une des plus petites et des plus capitales cellules des services du renseignement britannique. Il est également précisé que le héros est né à Burnley, dans le comté du Lancashire, en 1922 ou 1923 : il a donc environ 40 ans.
Au WOOC(P), le héros sans nom semble détenir une grande autonomie. Il paraît néanmoins souffrir de paranoïa, car il tient à sa portée un « paquet d'évasion » qui contient de l'argent, un faux passeport et d'autres documents qui lui seraient utiles pour lui permettre de se déplacer rapidement et de prendre une nouvelle identité. Une fois par semaine, il ramasse le paquet dans un magasin londonien pour le réexpédier dans une nouvelle enveloppe à cette même adresse. Ce bizarre personnage est également un gastronome qui aime faire bonne chère.
Peu à peu, il devient évident que le héros n'est pas qu'un simple employé civil, mais un agent du contre-espionnage et qu'il a maille à partir avec la bureaucratie de sa propre agence. En parallèle, il est bientôt chargé d'enquêter sur l'enlèvement et le lavage de cerveau de scientifiques britanniques.

## Honneurs
Ipcress, danger immédiat occupe la 9e place au classement des cent meilleurs romans policiers de tous les temps établi par la Crime Writers' Association en 1990.
Ipcress, danger immédiat occupe également la 43e place au classement des cent meilleurs livres policiers de tous les temps établi par en 1995 l'association des Mystery Writers of America.

## Éditions françaises
- Traduction de Renée Tesnière, Paris, éditions Robert Laffont, 1965 ; réédition, LGF, Le Livre de poche. Policier no 2202, 1967 ; réédition, Paris, UGE, 10/18. Domaine étranger no 1957, 1988  (ISBN 2-264-01157-2) ; réédition dans Agents secrets dans la Guerre froide, Paris, Éditions Omnibus, 2006 ; traduction révisée par Joseph Antoine, Archipoche. Suspens, 2022  (EAN 9791039202176)

## Adaptations

### Cinéma et télévision
- 1965 : Ipcress, danger immédiat (The Ipcress File), film britannique réalisé par Sidney J. Furie, adaptation du roman éponyme, avec Michael Caine et Nigel Green
- 2022 : Harry Palmer : The Ipcress File

### Jeu de société
- 1966 : The IPCRESS file, jeu de plateau commercialisé par Milton Bradley[1]